# AEW Revolution
AEW Revolution is een jaarlijks professioneel worstel-pay-per-view (PPV) evenement dat georganiseerd wordt door de Amerikaanse worstelorganisatie All Elite Wrestling (AEW). Het evenement debuteerde in 2020 en wordt gehouden rond de maanden februari en maart. Revolution wordt beschouwd als een van AEW's "Big Four" pay-per-view evenementen samen met Double or Nothing, All Out en Full Gear.
Het evenement in 2020 werd uitgeroepen tot Best Major Wrestling Show van het jaar voor het Wrestling Observer Newsletter prijs.

## Geschiedenis
Het inaugurele evenement vond plaats op 29 februari 2020 in het Wintrust Arena en werd gehouden in samenwerking met Chicago Comic & Entertainment Expo (C2E2). Dit was meteen het laatste evenement voordat het coronapandemie begon. AEW President en CEO Tony Khan beschouwd Revolution als een van AEW's "Big Four" pay-per-view evenementen samen met Double or Nothing, All Out en Full Gear. De tweede editie in 2021 zou oorspronkelijk plaats vinden op 27 februari 2021, maar was verplaats naar 7 maart 2021. AEW wilde het evenement houden op zaterdag 6 maart 2021, maar UFC 259 werd die avond uitgezonden.

## Evenementen
| Evenement       | Datum            | Stad                  | Locatie        | Main Event                                                                                             |
| --------------- | ---------------- | --------------------- | -------------- | --- |
| Revolution 2020 | 29 februari 2020 | Chicago, Illinois     | Wintrust Arena | Chris Jericho (c) vs. Jon Moxley voor het AEW World Championship                                       |
| Revolution 2021 | 7 maart 2021     | Jacksonville, Florida | Daily's Place  | Kenny Omega (c) vs. Jon Moxley in een Exploding Barbed Wire Deathmatch voor het AEW World Championship |